# Oleksandra Prystupa
Oleksandra Prystupa, coniugata Chomenčuk (in ucraino Олександра Приступа-Хоменчук?; 4 febbraio 1989), è un'ex cestista ucraina.

## Carriera

### Club
Nel 2009, dopo essersi messa in mostra negli europei under-20, si trasferisce in Italia al Club Atletico Faenza.

### Nazionale
Nel 2009 ha disputato gli europei under-20 con la nazionale ucraina di categoria.
Con l'Ucraina ha disputato due edizioni dei Campionati europei (2013, 2015).